# Нефедово (Белозерский район)
Нефедово — деревня в Белозерском районе Вологодской области.
Входит в состав Гулинского сельского поселения, с точки зрения административно-территориального деления — в Гулинский сельсовет.
Расположена на берегу Радионского озера. Расстояние по автодороге до районного центра Белозерска составляет 37,5 км, до центра муниципального образования деревни Никоновская — 7,5 км. Ближайшие населённые пункты — Елино, Попово, Трунино, Якунино.
Население по данным переписи 2002 года — 2 человека.